# Synagoga w Dura Europos
Synagoga w Dura Europos – antyczna synagoga znajdująca się w Dura Europos, w Syrii. Jest obecnie jedyną zachowaną synagogą z czasów starożytnych, która jest pokryta malarstwem figuralnym. Judaizm bowiem zabrania przedstawiania ludzi i zwierząt.
Synagoga powstała w wyniku przekształcenia prywatnego domu, który już pod koniec II wieku był używany jako żydowski dom modlitwy. Ta budowla została zastąpiona nową w latach 244-245, o czym wiadomo na podstawie daty zachowanej na jednej z cegieł. Synagoga została odkryta w 1932 roku.
Dom na planie prostokąta o wymiarach około 15 na 8 metra posiadał dobudówkę o wymiarach około 10 na 8 metrów. Główny budynek był położony wokół dziedzińca. Dobudowka składała się z perystylu i sali zebrań dla gminy. Ta sala była pokryta malowidłami ściennymi przedstawiającymi sceny ze Starego Testamentu, m.in.: Mojżesza przy krzaku gorejącym, wyjście Izraelitów z Egiptu, przejście przez Morze Czerwone i wejście do Ziemi Obiecanej. Malowidła powstały pod wpływem sztuki partyjskiej. Są one dobrze zachowane, ponieważ w 256 roku obwarowania Dura Europos były wzmiacniane i wówczas domy stojące przy nich zostały zamurowane i stały się częścią miejskich umocnień.
Malowidła w Dura Europos są jak dotąd jedynymi znanymi, ale są przesłanki, że w tym okresie istniały inne malowane synagogi. Talmud Jerozolimski (Traktat Awoda Zara III 3/42a) informuje, że w owym czasie rozpoczęto malowanie ścian synagog i rabbi Jochanan nie był w stanie temu zapobiec. Z Apameia Kibotos znane są monety z czasów cesarza Septymiusza Sewera, które przedstawiają Arkę Noego.
Obecnie malowidła znajdują się w Muzeum Narodowym w Damaszku.

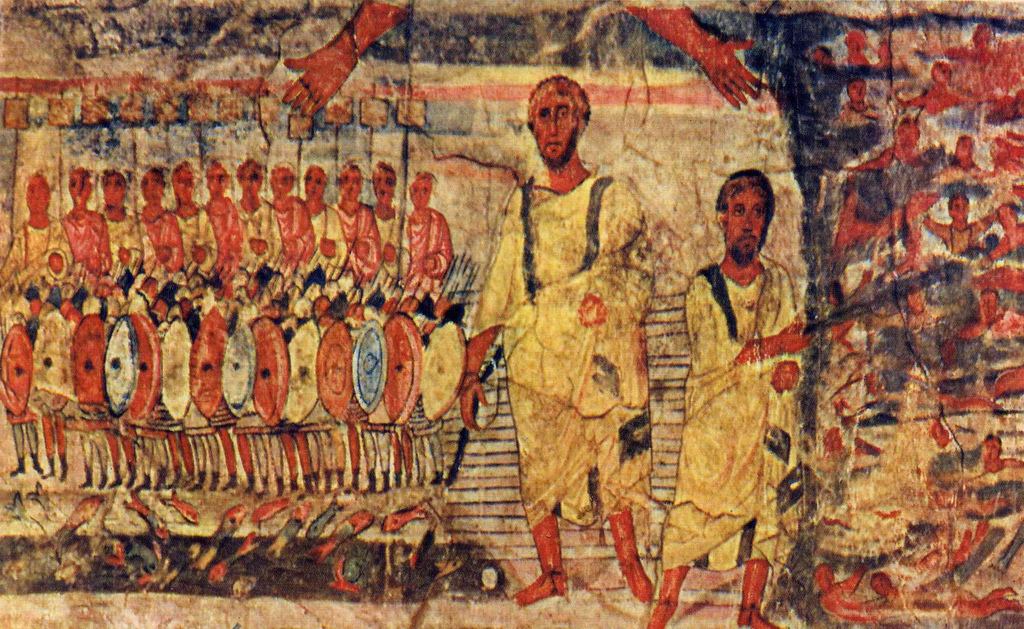
Malowidło przedstawiające przejście przez Morze Czerwone
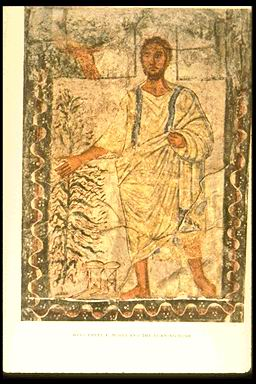
Mojżesz przy krzaku gorejącym
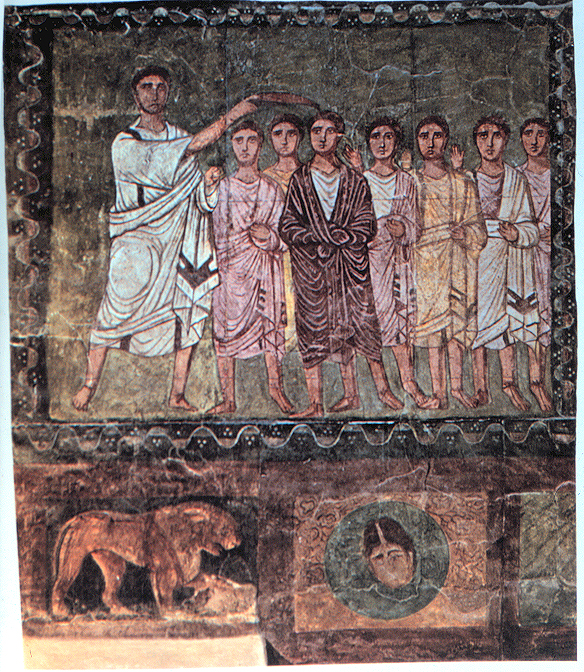
Samuel i Dawid
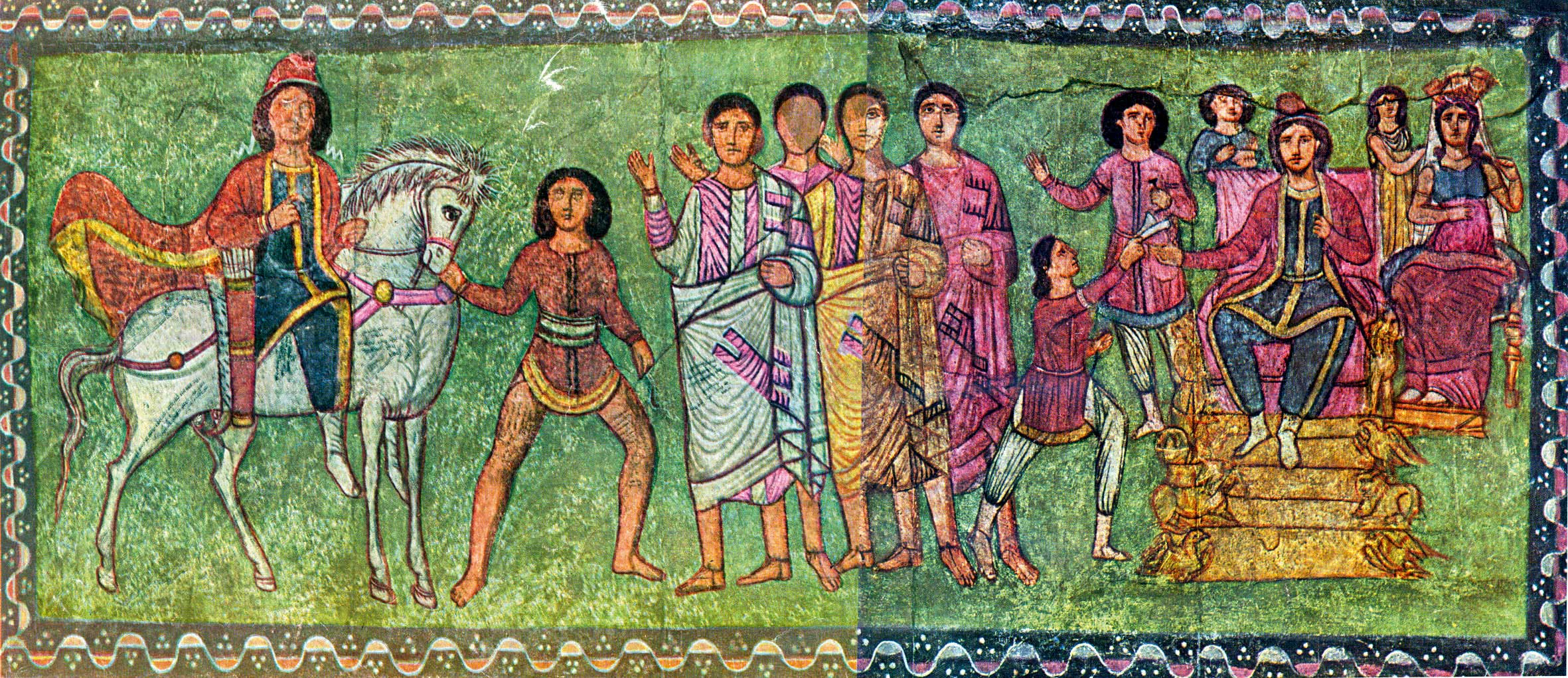
Mordechaj i Estera
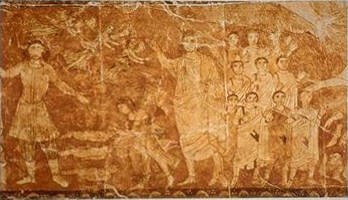
Wizja Ezechiela